# Pleopeltis ballivianii
Pleopeltis ballivianii là một loài thực vật có mạch trong họ Polypodiaceae. Loài này được (Rosenst.) A.R. Sm. mô tả khoa học đầu tiên năm 2005.